# Макашевка (Воронежская область)
Макашевка — село в Воронежской области Российской Федерации. Входит в Борисоглебский городской округ.

## География
Расположено в самой восточной окрестности Борисоглебского района и Воронежской области, у границ Саратовской,Тамбовской и Волгоградской областей.

## Население
| 1859 | 1897  | 2010  |
| ---- | ----- | ----- |
| 4041 | ↗4647 | ↘1084 |

## История
Точных сведений о времени поселения наших предков на этой земле нет. Существует две версии.
По первой — в середине XVIII века, когда императрица Екатерина II упразднила Запорожскую сечь и казаки стали семьями расселяться на Кубани, по Дону и его притокам, одна из групп осела на реке Хопёр, облюбовав живописное и богатое зверем и рыбой место. В пользу этой версии работает тот факт, что Макашевка — единственное украино-говорящее село в районе, а также характерные для южной Украины окончания фамилий на «-ий» (Вилянский, Дубовицкий, Полянский и т. д.) Появление первой в селе церкви Рождества Христова, согласно письменным источникам, относится к 1764 году.
По второй версии село основали черкасы (украинские казаки) расформированного Острогожского полка во главе со своим атаманом Макашом. Население Макашевки по языку, культуре, укладу жизни отличалось от окружающих сёл. Главные черты — трудолюбие, бережливость и предприимчивость. В селе рано зародилось и успешно развивалось мелкотоварное производство. Его основой стало овощеводство.
Крестьяне окрестных сёл на огородах выращивали картофель и кое-где лук. Макашевка, расположенная в низменной пойме, богатая водой и плодородными землями, имела идеальные условия для развития огородничества, и жители использовали их в полной мере. На каждом огороде было два-три колодца. Выращивали для продажи щавель, редис, лук, чеснок, огурцы, помидоры, капусту, позже землянику, арбузы. И всё это находило спрос на огромном сельском рынке, куда съезжались покупатели из соседских сёл и уездов. Там торговали и товарами домашнего ремесла, скотом и утварью. Дважды в год по две-три недели шумели ярмарки.
Мелкотоварное производство и торговля создавали условия для формирования более высокого, чем в окрестных сёлах, уровня жизни. Сильные семьи, предприимчивые хозяева имеют крупные земельные наделы. Столыпинские реформы способствовали превращению их в собственные. Начинается колонизация дальних уделов, бывших общинных земель. Макашевские выселки образовали новые поселения — Сухая Елань, Старый Хопёр, хутор Спартак, разъезд Макашевский. В селе быстро оформляется кулацкая прослойка.

## Известные уроженцы
- Николай Иванович Перевозченко (1920—2002) — участник Великой Отечественной войны, командир взвода управления 136-го гвардейского артиллерийского полка 96-й стрелковой дивизии, лейтенант. Герой Советского Союза.